# Rita König
Pour les articles homonymes, voir König.
Rita König est une fleurettiste allemande née le 12 mars 1977 à Satu Mare.

## Carrière
La fleurettiste allemande participe aux épreuves de fleuret individuelle et par équipe des Jeux olympiques d'été de 2000 à Sydney. Elle est sacrée vice-championne olympique dans l'épreuve individuelle et remporte la médaille de bronze avec ses coéquipières Monika Weber-Koszto et Sabine Bau en épreuve par équipe.